# Вициний из Сарсины
Вициний (умер 28 августа 330 года) — святой епископ Сарсины. День памяти — 28 августа.
Святой Вициний, первый епископ Сарсины, пребывал на тамошней кафедре с 303 по 330 год.

## Житие
О житии святого Вициния известно из манускрипта Lectionarium XII века. Святой епископ был родом из Лигурии. Во время Диоклетианова и Максимианова гонений удалился в горы, где, поселившись на горе Monte San Vicinio, находящейся в современной коммуне Меркато-Сарачено и расположенной примерно в шести километрах от Сарсины. Там он вёл отшельническую жизнь, подвизаясь в посте и молитве. По преданию о время своего пребывания на горе святой любил носить воротник из железа, на котором для утяжеления висел камень.
Когда жители Сарсины и тамошнее духовенство вознамерились избрать епископа, на горе был явлен знак. Став епископом большого региона в Эмилии-Романьи, святой епископ часто возвращался на свою гору. Святой Вициний стяжал славу чудотворца, изгоняя бесов и исцеляя страждущих от болезней физических и духовных возложением цепного воротника на их шеи.

## Воротник из железа
Цепной воротник, который связывают с именем святого, изучался в Университете Болоньи. Было установлено, что цепь неопределенного происхождения следует отнести к эпохе, современной жизни святого или более ранней. Сегодня воротник используется для благословения и для исцеления больных. Считается, что цепь в руке святого является символом его заступничества перед Богом за всех, с верой к нему притекающих, в частности, паломников. В соборе священники, имеющие благословение, совершают экзорцизм.

## Почитание
Центром почитания святого остаётся храм в Сарсине, свящённый в его честь. Здесь почивают мощи святого и пребывает его чудесная цепь. Сюда стекается множеств паломников и недужных; многие люди спрашивают, можно завернувшись в воротник и уповая на Господа, исцелиться от одержимости.
Святому Вицинию посвящён праздник, празднуемый каждый год 28 августа.

## Путь святого Вициния
Долина Савио была с древности местом передвижения, как для гражданских, так и для армий, а также транзитным путём для грузов. Вместе с людьми, по ней распространился, начиная со времен римской империи, христианство.
Путь святого Вициния проходит по всей долине. Он идет по проторённым улицам, вытоптанных многими паломниками на протяжении многих веков, как в сторону Рима, как к долине реки. Сегодня Путь включает в себя 14 этапов, которые проходят между Романьей и Тосканой, через 14 общин трёх провинций: Форли-Чезена, Ареццо и Римини. Этапы будут следующими:
1. Sarsina - Bagno di Romagna (37,6 km);
2. Bagno di Romagna - Camaldoli (20,2 km);
3. Camaldoli - Badia Prataglia (12 km);
4. Badia Prataglia - La Verna (28,3 km);
5. La Verna - Verghereto (17,3 km);
6. Verghereto - Balze (13 km);
7. Balze - Sant'Agata Feltria (22,65 km);
8. Sant'Agata Feltria - Pietra dell'Uso (23 km);
9. Pietra dell'Uso - Sogliano al Rubicone (9 km);
10. Sogliano al Rubicone - Borghi (21,9 km);
11. Borghi - Sorrivoli (17,3 km);
12. Sorrivoli - Cesena (19 km);
13. Cesena - Ciola (26 km);
14. Ciola – Sarsina (13,1 km).

На них располагаются:
- Abbazia di Santa Maria del Monte (Чезена);
- Eremo di Sant'Alberico (Balze di Verghereto);
- Pieve di Montesorbo (frazione di Mercato Saraceno);
- Cattedrale di Sarsina;
- Monte di San Vicinio (dove il santo praticava la penitenza);
- Eremo di Corzano (nel comune di Bagno di Romagna);
- Santuario della Verna (nel territorio di Chiusi della Verna);
- Santuario della Madonna del Soccorso (nel territorio di Sant'Agata Feltria);
- Eremo di Camaldoli (nel territorio di Camaldoli).